# Runcinia caudata
Runcinia caudata är en spindelart som beskrevs av Schenkel 1963. Runcinia caudata ingår i släktet Runcinia och familjen krabbspindlar. Inga underarter finns listade i Catalogue of Life.